# Luis Camnitzer
Luis Camnitzer (Lübeck, 1937) is een in Duitsland geboren Amerikaans graficus.

## Leven en werk
Camnitzer groeide op in de Uruguayaanse hoofdstad Montevideo en woont en werkt sinds 1964 in New York. Hij is een graficus die met zijn werk grenzen verlegt tussen afbeeldingen en ideeën, de basis van conceptuele kunst. Hij is eveneens kunstcriticus en -theoreticus. In 1961 en in 1982 ontving hij de Guggenheim-studiebeurs. Hij studeerde aan de Academie en Universiteit van Uruguay en in Duitsland aan de Universiteit van München.
Hij is hoogleraar aan de Universiteit van New York, waar hij in 1964 les begon te geven. Van hem verschijnen regelmatig bijdragen in het maandblad over kunst en architectuur ArtNexus, waarvan het informatiecentrum in de stad Bogota ligt. Zijn werk bevindt zich in het Museum del Barrio en MoMA te New York, alsmede in Tate Modern in Londen.

## Tentoonstellingen
Hij nam deel aan een groot aantal biënnales en retrospectieve tentoonstellingen, zoals de 'Biennial of Havana' (1984, 1986 en 1991), de Biënnale van Venetië (1988) en de Whitney Biennial (2000). Het Los Angeles County Museum of Art, Blanton Museum of Art en de Universiteit van Texas in Austin bezitten zijn werk. Regelmatig komt hij over naar Europa om intensieve en confronterende cursussen te geven en (meest) jonge mensen te motiveren. Het gaat dan ook vaak om het etsen op lichtgevoelige platen, oftewel foto-etsen - een techniek die in het Frans 'héliogravure au grain' wordt genoemd - en/of het vervaardigen van meerdere platen, die een voor een over elkaar worden afgedrukt, hetgeen tot kleuretsen kan leiden en ook het vervaardigen van etsen in gemengde technieken mogelijk maakt. Het kan zodoende komen tot de zogenaamde conceptuele kunst, waarbij een idee tot uitdrukking wordt gebracht en vervolgens gerealiseerd.
- autores.uy: 687
- Bibsys: 7027325
- Biblioteca Nacional de España: XX980822
- Bibliothèque nationale de France: cb12410819z (data)
- Catàleg d'autoritats de noms i títols de Catalunya: 981058524994506706
- CiNii: DA12919313
- Gemeinsame Normdatei: 119246775
- International Standard Name Identifier: 0000 0000 7829 1865
- KulturNav: 68bb6d68-ed4d-4abd-a692-3152153d5a99
- Library of Congress Control Number: n92010551
- Nationale Bibliotheek van Israël: 987007259201205171
- Nederlandse Thesaurus van Auteursnamen: 260644269
- PIC: 12042
- Réseau des bibliothèques de Suisse occidentale: 02-A003072072
- RKD-Nederlands Instituut voor Kunstgeschiedenis: 411459
- SNAC: w62c1ztz
- Système universitaire de documentation: 077187237
- Union List of Artist Names: 500120217
- Virtual International Authority File: 96568421
- WorldCat: E39PBJxrTK4td9wX4tRFW9hbVC